# La Maison des Atlantes
La Maison des Atlantes est un roman de Angelo Rinaldi publié le 2 décembre 1971 aux éditions Denoël et ayant reçu la même année le prix Femina au premier tour de scrutin, par six voix contre quatre à Abraham de Brooklyn de Didier Decoin.

## Résumé
Tonio, un avocat corse ayant fait carrière à Paris, est victime d'un infarctus. Il se remémore sa vie et fait le bilan, de sa maison d'enfance dont le balcon est soutenu par des atlantes, jusqu'à sa famille et sa profession.

## Éditions
- Éditions Denoël, 1971.
- Éditions Gallimard, coll. « Folio » no 449, 1973,  (ISBN 2070364496).